# گردان لوکتی
گردان لوکتی (ایتالیایی: Batttaglione Lucetti) یک تیپ پارتیزانی آنارشیست بود، که در حوالی کارارا مشغول فعالیت در زمینه مقاومت بود.

## مقاومت آنارشیستی در کارارا
در لونیگیانا و در ناحیه کارارا، نهادهای گوناگون آزادی طلب با دارا بودن هزار جنگجو در زمینه مقاومت مشغول فعالیت در این زمینه بودند: علاوه بر گردان «جینو لوکتی»، «لوکتی بیس»، «میکله شیرو»، «گاریبالدی لوننس» در گروه‌های " الیو ووچیچویچ "، " ساپ رناتو ماکیارینی " و " ساپ-فای " مشغول فعالیت و مقاومت در این زمینه بودند.
این اقدام برخلاف وضعیت اکثر ناحیه‌های ایتالیا بود، محلی که با آنکه نهادهای خودمختار آنارشیست که در تعداد بسیار ناچیزی موجود بود، آنارشیست‌ها اغلب در گاریبالدی ادغام گردیدند. ' تیپ‌های حمله یا نهاد های عدالت و آزادی را به وجود آوردند.
تاریخ و شرایط اجتماعی کارارا در خلف شرایطی برای حضور نهادهای حزبی آنارشیست خودمختار در بالاترین سطح در کل ایتالیا تشکیل داد. به اختصاص، در روزهای نخستین قرن بیستم با گسترش جنبش کارگری در ناحیه استخراج و فرآوری سنگ مرمر، کارارا را می‌توان زادگاه سوسیالیسم آزادی طلب در نظر گرفت. چیزی که تأثیر چشمگیری را بر جنبش ضد فاشیستی محلی داشت.